# Petite-Somme
Petite-Somme is een dorp in de Belgische provincie Luxemburg. Het ligt in Septon, een deelgemeente van de stad Durbuy. Petite-Somme ligt anderhalve kilometer ten westen van Septon. Langs Petite-Somme stroomt het riviertje de Somme.

## Geschiedenis
Tijdens het ancien régime was Petite-Somme een aanhorigheid van het Land van Durbuy. De heerlijkheid kwam in 1461 in het bezit van Persan, bastaard van Hamal, wiens afstammelingen het goed tot in 1774 behielden. Op het einde van het ancien régime was Albert-Joseph de Favereau (1750-1840) heer van Petite-Somme. Ten westen lag het dorp Grande-Somme, nu Somme-Leuze.
Petite-Somme beschikt al minstens sinds het begin van de 16e eeuw over een eigen bidplaats. Op aandringen van de toenmalige heer werd deze kapel in 1620 van het pastoorschap van Grandhan losgemaakt en verheven tot een zelfstandige parochie. Hoewel de heer van Petite-Somme het begevingsrecht verwierf, behield de pastoor van Grandhan het recht te Petite-Somme tienden te heffen. In 1808 werd de Sint-Stephanusparochie van Petite-Somme als vicariaat aangehecht bij Somme-Leuze. Sinds 1943 valt Petite-Somme onder de parochie Palenge.
De ondankbaar arme grond ten spijt, was Petite-Somme van oudsher een dorp van bescheiden landbouwers. Vroeger werden in de omgeving ook ertsgroeven uitgebaat. Op het einde van de 15e eeuw waren op de Sommebeek al een oven en twee hamers actief. Vandaag is Petite-Somme vooral een residentiële plaats en vormt het toerisme een niet onbelangrijke bron van inkomsten (vakantiedorp Domaine de Bellevue).
In 1796 werd Petite-Somme een zelfstandige gemeente met het naburige Septon als afhankelijkheid. Op 2 januari 1823 werd de gemeente Eneilles, bestaande uit de gehuchten Grande-Eneille en Petite-Eneille (samen 136 inwoners), opgeheven en aangehecht bij Petite-Somme. Op 29 mei 1826 was het echter afgelopen met de gemeentelijke autonomie en werd het dorp Petite-Somme samen met Septon (samen 199 inwoners) bij de gemeente Borlon aangehecht. Het dorp Eneilles werd bij de gemeente Grandhan gevoegd. In 1900 werd Petite-Somme met Septon weer losgemaakt van Borlon in de nieuw opgerichte gemeente Septon. Bij de gemeentelijke fusies van 1977 werd dit een deelgemeente van Durbuy.

## Evolutie van het inwoneraantal

### 19e eeuw tot aan fusie met Borlon
| Inwoneraantal                                                                               | 175 | 183 | 199 | 335 |
| Opmerking:resultaten volkstellingen op 31/12 + 1822 + 1825 In 1823 werd Eneilles aangehecht |     |     |     |     |

## Bezienswaardigheden

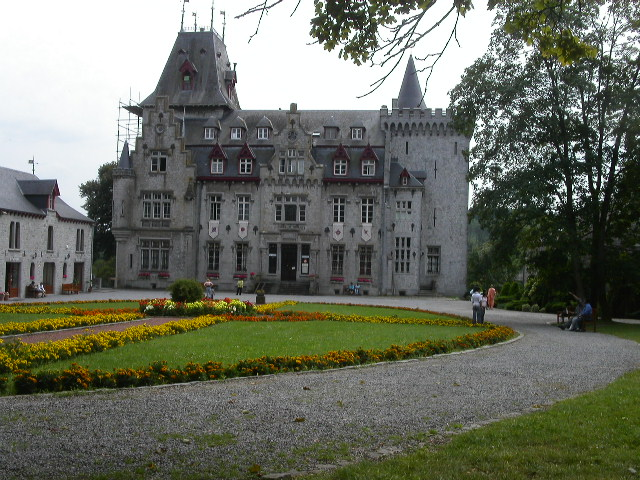
Het huidige kasteel van Petite-Somme

- de Sint-Stephanuskerk: Het huidige kerkgebouw dateert grotendeels uit 1861, maar de binneninrichting (hoofd- en zijaltaren, preekstoel) is veelal uit de vroege 18e eeuw. Het vroeger aan de 16e-eeuwse Meester van Waha toegeschreven Sint-Barbarabeeld dat men er bewaart, wordt thans beschouwd als een kopie uit de 19e eeuw.
- het Kasteel van Petite-Somme: De oudste vermelding van een kasteel te Petite-Somme dateert uit de 11e eeuw, toen het goed in handen was van Gozélon de Montaigu. Het huidige gebouw dateert echter van veel later. Albert-Joseph de Favereau liet het kasteel van de familie Hamal afbreken en bouwde op de funderingen een verblijf in baksteen. Tijdens het laatste kwart van de 19e eeuw werd deze woning door de toenmalige eigenaars op haar beurt afgebroken, samen met de tot dan toe overeind gebleven 13e-eeuwse toren. In 1888 verrees het huidige, neogotische kasteel. Een van de bijgebouwen - het enige dat thans nog van de oudere constructie rest - draagt de wapenschilden van de families de Hamal en de Grane. In de Eerste Wereldoorlog werd in het kasteel een veldhospitaal ingericht en toen de Duitsers een aantal huizen in het dorp in brand staken, vonden de getroffen bewoners er eveneens onderdak. Tijdens het von Rundstedtoffensief in de Tweede Wereldoorlog betrokken Amerikaanse troepen het kasteel van Petite-Somme. In 1949 werd, onder leiding van burgemeesters Jean Andrieu van Herstal en Denis Deghaye van Oupeye, een vereniging opgericht met het doel in het kasteel een vakantieschool, een school voor geestelijk gehandicapten, een jeugdherberg, een camping en een hotel-restaurant uit te baten. De activiteiten van deze vereniging eindigden in de jaren 70 van de 20e eeuw met het faillissement van de organisatoren. Omstreeks de jaren 80 werd het inmiddels leegstaande en verwaarloosde kasteel gekocht door de International Society for Krishna Consciousness.